# QRコード

QRコードの例。読み込むと と表示され、ウィキペディアのメインページにアクセスできる。

QRコード（キューアールコード）は、1994年（平成6年）に日本・愛知県の自動車部品メーカーであるデンソーの開発部門（現デンソーウェーブ）の原昌宏とそのチームが発明したマトリックス型二次元コードである。データ読み取りや店頭決済用コードとして世界中で多用されている。
「QR」は Quick Response の頭字語であり、高速読み取りを目的の一つとしている名称である。「QRコード」はデンソーウェーブの登録商標（日本第4075066号）である。

## 概要
トヨタ生産方式「カンバン」（ジャストインタイム生産システム）において、自動車部品工場や配送センター等での利用を念頭に開発されたが誤り検出訂正の能力が高く、仕様を公開し特許権の不行使を宣言したことから、トヨタ自動車のサプライチェーンの範囲から飛び出して独り歩きを始め、現在では日本に限らず世界に広く普及している。なお、特許は2015年までに各国で特許権の存続期間満了により失効している。
工業目的以外での利用も試みられるようになり、2000年代には航空券や入場券のほか、カメラ付き携帯電話を利用し、印刷物やテレビ番組などでQRコードを提示してインターネットに誘う手法にもっぱら用いられるようになった。
2000年代後半からはスマートフォンの世界的普及により、利用は拡大していった。「QR決済」は2000年代の日本では普及しなかったものの、その後同様の方法が国によっては主要な電子決済の地位を占めるようになり、発明から四半世紀経ってフィナンス・テクノロジー（フィンテック）を支える技術の1つとなっている。

## 沿革

QRコード概念図（図内用語は「QRコードの用語」に記載）

QRコードがない時代、デンソーの製造工場の現場では部品をバーコードで管理していたが、部品管理のためにバーコードを10個ほど並べて読ませていたことから、非常に作業効率が悪かったことと、現場の作業員から「疲れる」との不平不満が挙がり、併せて「バーコードより多くの情報を盛り込めるコードを作って欲しい」という要望が出た。それに応えるため、日本電装の開発部門（現:デンソーウェーブ）に所属していた原昌宏により1992年から新たなコードの開発がスタートした。
原が昼休憩の時間中に社内で打っていた囲碁をヒントに、開発目標としてコードの情報量を増やすだけでなく「正確に速く読み取れること」、また、油などの汚れがつく自動車関連工場で使われることを想定し汚れや破損への強さにもこだわり、2年の開発期間を経て1994年に完成した。
デンソーが「QRコード」を開発したことを公式に発表したのは1994年9月26日で、1998年の時点で日本の自動車業界においてはデファクトとなっていた。バーコードは横方向にしか情報を持たないのに対し、QRコードは縦横に情報を持つ。そのため、格納できる情報量が多く、数字だけでなく英字や漢字など多言語のデータも格納できる。また、推奨はされていないが、濃淡の判別が可能な色合いであれば、色を付けた状態でも読み込むことが可能である。QRコードには、最初に作られたモデル1と、大型化に対応したモデル2がある。大きさはバージョン1の21×21セルからバージョン40の177×177セルまで、4セル刻みで決められている。3隅の四角い切り出しシンボル（位置検出パターン、ファインダパターン）が特徴的である。加えて、7列目と7行目などのタイミングパターン、随所に入れられた小さい四角のアラインメントパターン（モデル2のみ）が固定で、それ以外の部分に符号が記録される。JIS X 0510ではQRコードの白黒を反転させることも認められているが、ISO/IEC 18004では白黒を反転させる行為は許されていない。日本で販売されているカメラ付き携帯電話・スマートフォンがQRコードの読み取りに対応している。また、Googleの携帯電話用OSであるAndroidでも、一次元・二次元バーコード処理ライブラリ「zxing」がオープンソースとして提供されている。zxingは、AndroidのQRコード読み取りアプリはもちろんのこと、他OSのアプリや業務用機器のQRコード読み取り機能でも使用されている。
また、iOS 11からはAVFoundationにバーコード・二次元コードの読み取り機能が追加され、iPhoneやiPadでも標準でQRコードの読み取りに対応した。

## 容量
| 入力モード          | 最大文字数 | ビット/文字 | 対応する文字、既定の文字コード       |
| ------------------- | ---------- | ----------- | ------------------------------------ |
| 数字のみ            | 7089文字   | 31⁄3        | 0–9                                  |
| 英数字              | 4296文字   | 51⁄2        | 0–9、A–Z（大文字のみ）、その他の文字 |
| バイナリ（8ビット） | 2953バイト | 8           | ISO/IEC 8859-1                       |
| 漢字・かな          | 1817文字   | 13          | Shift_JIS                            |

最大容量は、バージョンを最大 (40)、誤り訂正レベルを最低 (L) にした場合の値。

## 規格

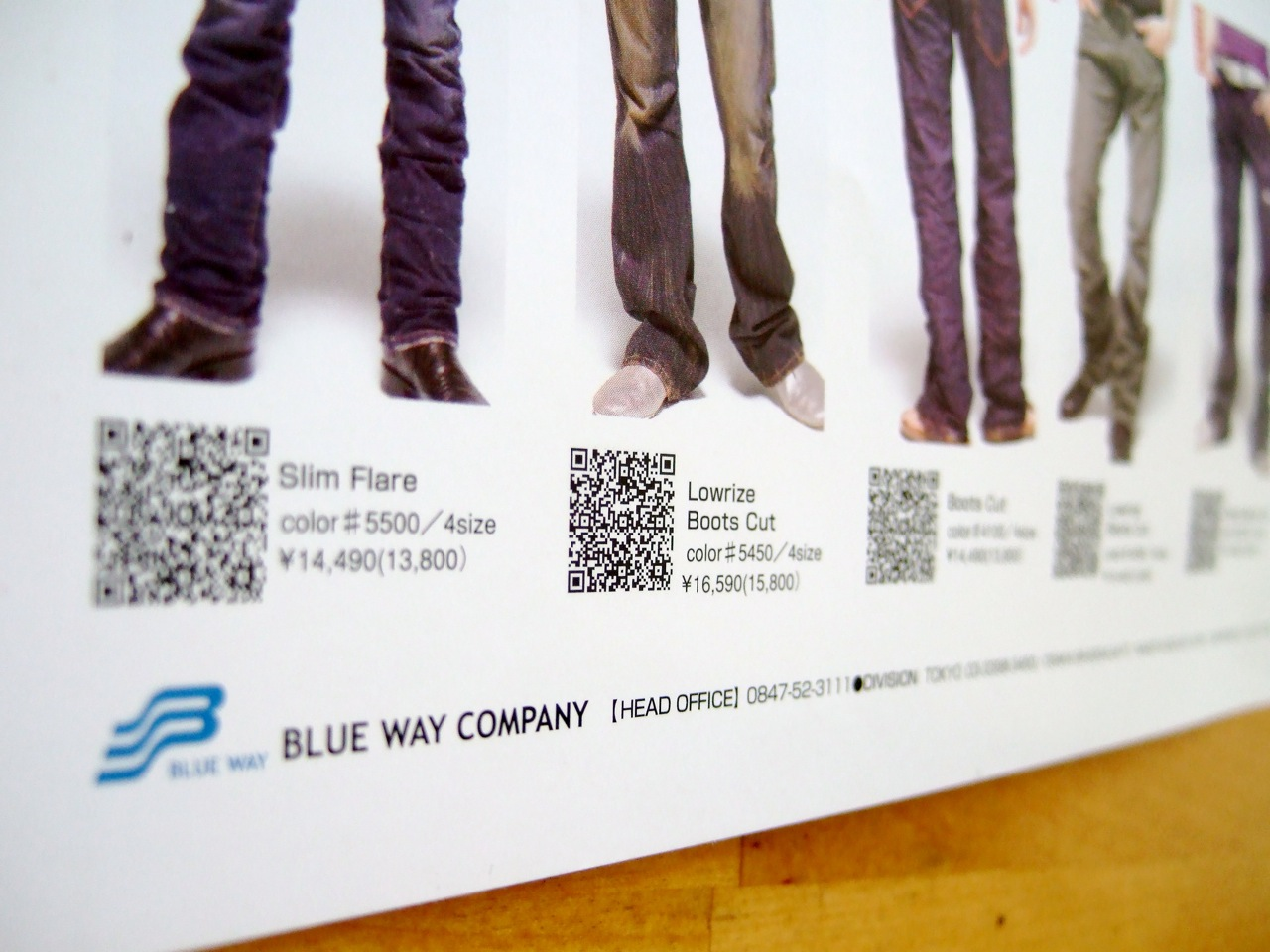
QRコードの使用例。広告にQRコードが配されており、詳細な情報の載った携帯電話サイトにアクセスすることができる。

1997年10月、AIM International規格になり、1998年3月にはJEIDA規格、1999年1月にはJISのJIS X 0510、さらに2000年6月にはISO規格のISO/IEC 18004となった。普及状況は近年まで日本国内にとどまってきたが、イギリスなど海外でもQRペディアが使用されるようになったり、中国などでQRコード決済が広まるなどその範囲は広まっている。またデンソーウェーブはシンガポールを拠点に東南アジアへの展開を進めている。

### 特許権
特許権者のデンソーウェーブは、まずはQRコードが普及するよう敢えて特許をオープンにすることとし、規格化された技術に対して特許権を行使しないと宣言している。近年QRコードの中に文字や画像を組み込んだものが一部で使われるようになっているが、これらの多くはQRコードの上に単に文字や画像を載せたものに過ぎず厳密にはQRコードの規格に準拠していないため、QRコードのエラー訂正のレベルや読み取り機器の性能によってはコードが正常に読み取れない場合がある。このためデンソーウェーブでは規格に準拠していないコードについて「QRコード」と呼ぶことはできないとしている。規格外のコードの使用に対しては特許権を行使することもあり得るとしていたが、特許権の存続期間満了により非推奨というスタンスに変更された。
QRコードの開発チームは2014年に、欧州特許庁が付与する欧州発明家賞を日本で初めて受賞している。
- 主な関連特許
  - 特許第2938338号「二次元コード」（出願人：日本電装・豊田中央研究所　存続期間満了により権利消滅）[15]
    - 米国特許第5726435号「Opticaly readable two-dimensional code and method and apparatus using the same」（アメリカ版 存続期間満了により権利消滅）[16]

  - 特許第2867904号「2次元コード読取装置」（存続期間満了により権利消滅）[17]
    - 米国特許第5691527号「Two dimensional code reading apparatus」（アメリカ版　存続期間満了により権利消滅）[18]

  - 特許第3716527号「2次元コードの読取方法」（存続期間満了により権利消滅）[19]
  - 特許第3726395号「2次元コードおよび2次元コードの読取方法」（存続期間満了により権利消滅）[20]
  - 特許第3996520号「光学的情報印刷媒体、光学的情報読取装置及び情報処理装置」（存続期間満了により権利消滅）[21]
    - 米国特許第7032823号「Two-dimensional code, methods and apparatuses for generating, displaying and reading the same」（アメリカ版 存続期間満了により権利消滅）[22]

## 主な用途

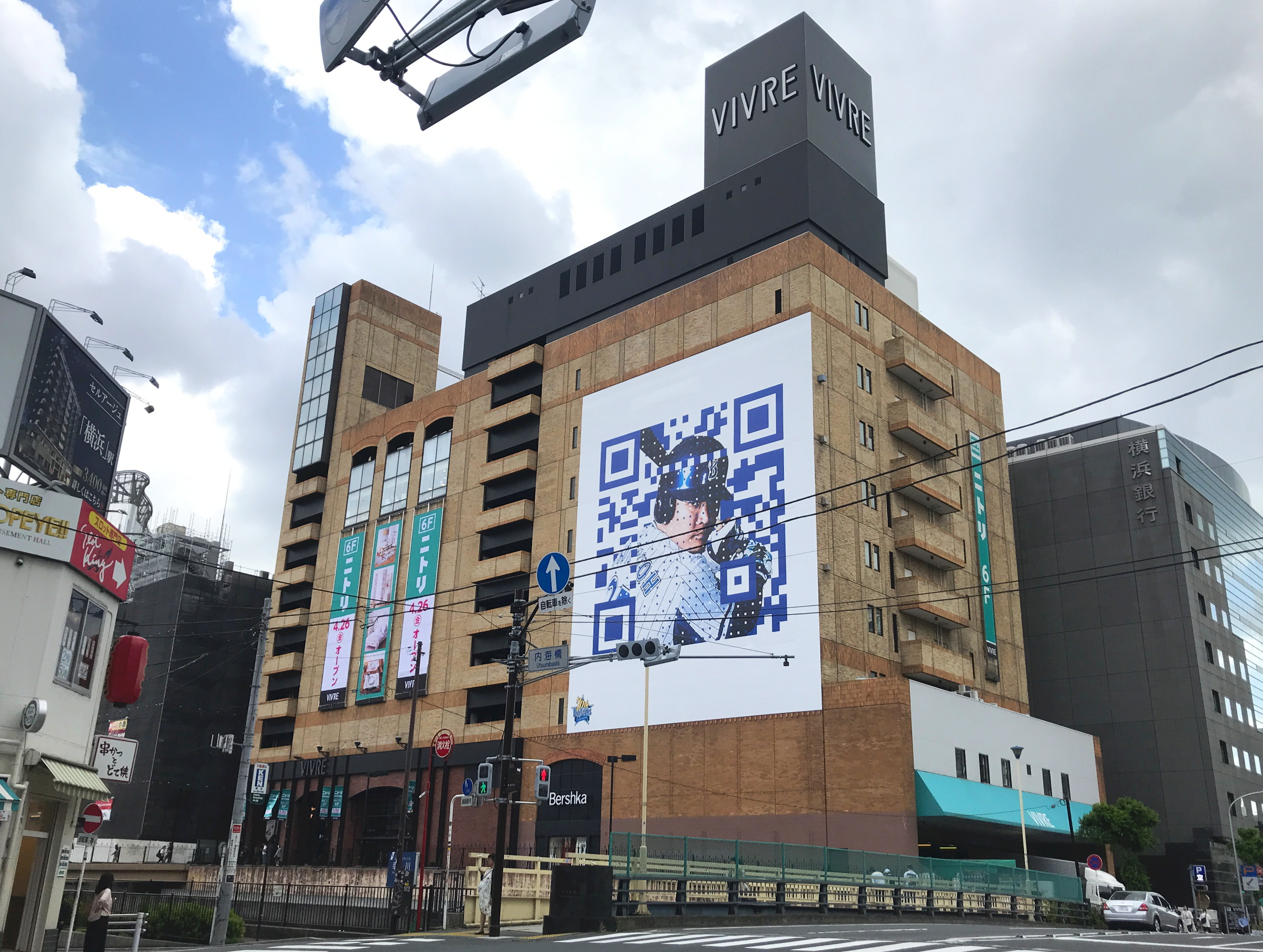
QRコードの読み取りに支障が出ないように工夫された広告。

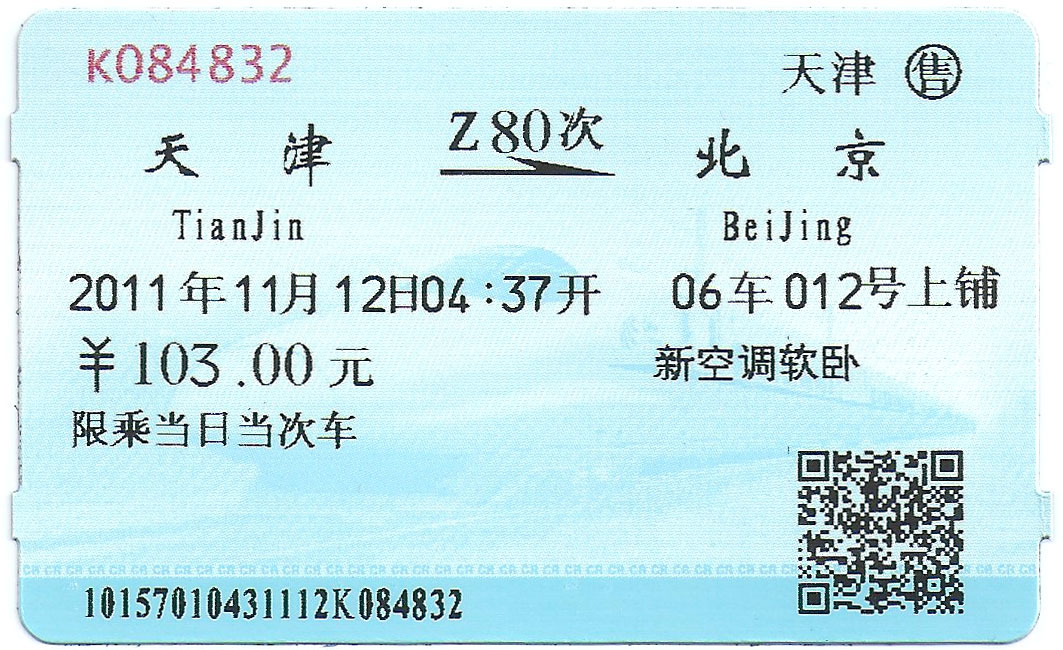
乗車券での使用例。中国の中国鉄路瀋陽局集団公司。

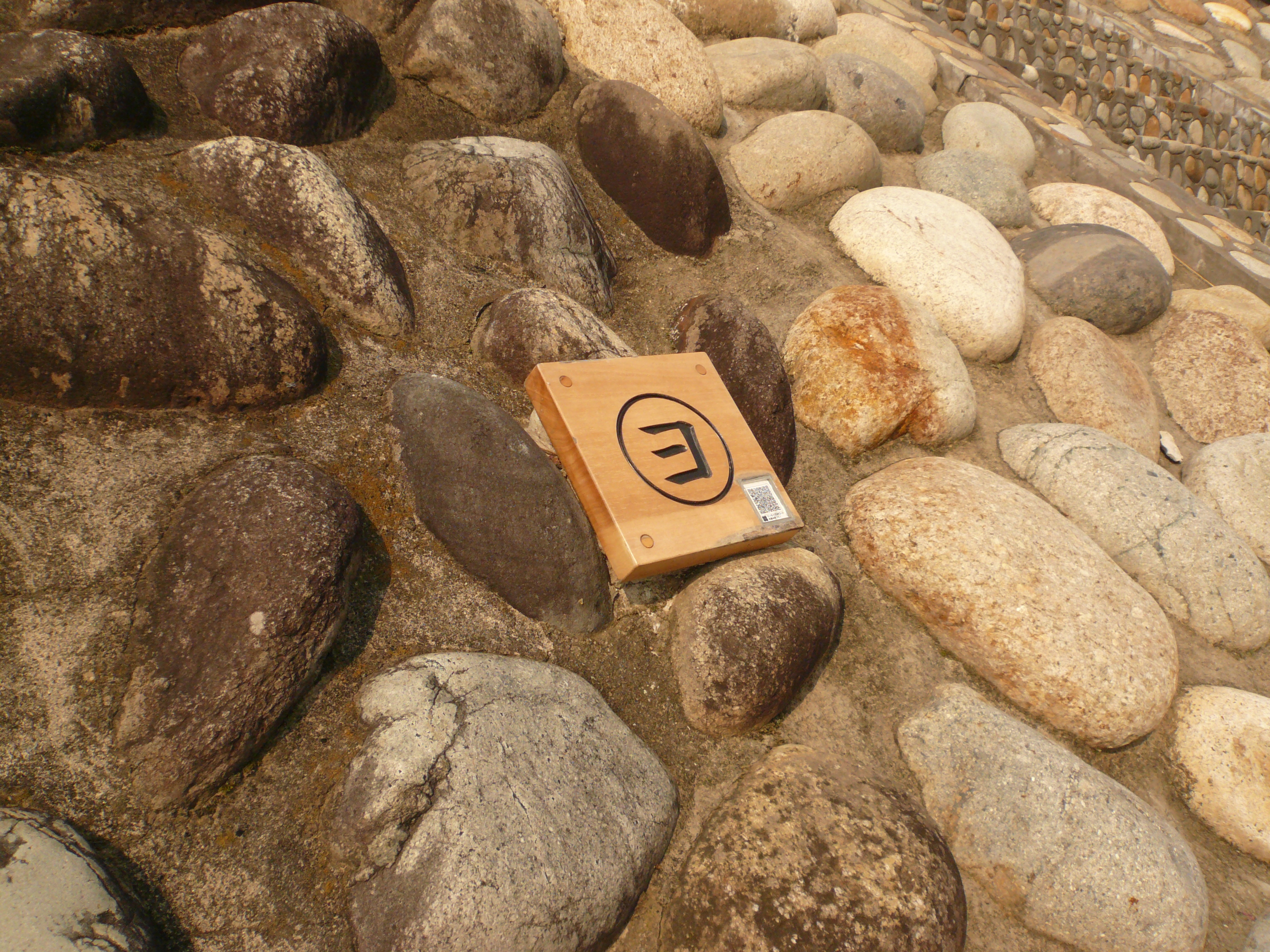
長良川鵜飼、船着場の長良川岸壁に取付けられた鵜舟のネームプレート。観光客のために携帯電話で情報が表示出来るようQRコードが付いている。

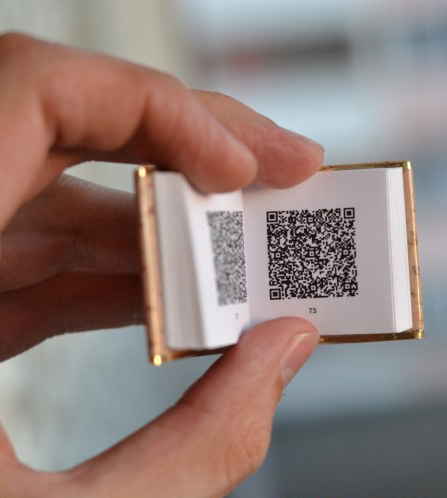
プーシキンの小説「エヴゲーニイ・オネーギン」をQRコードで読む豆本

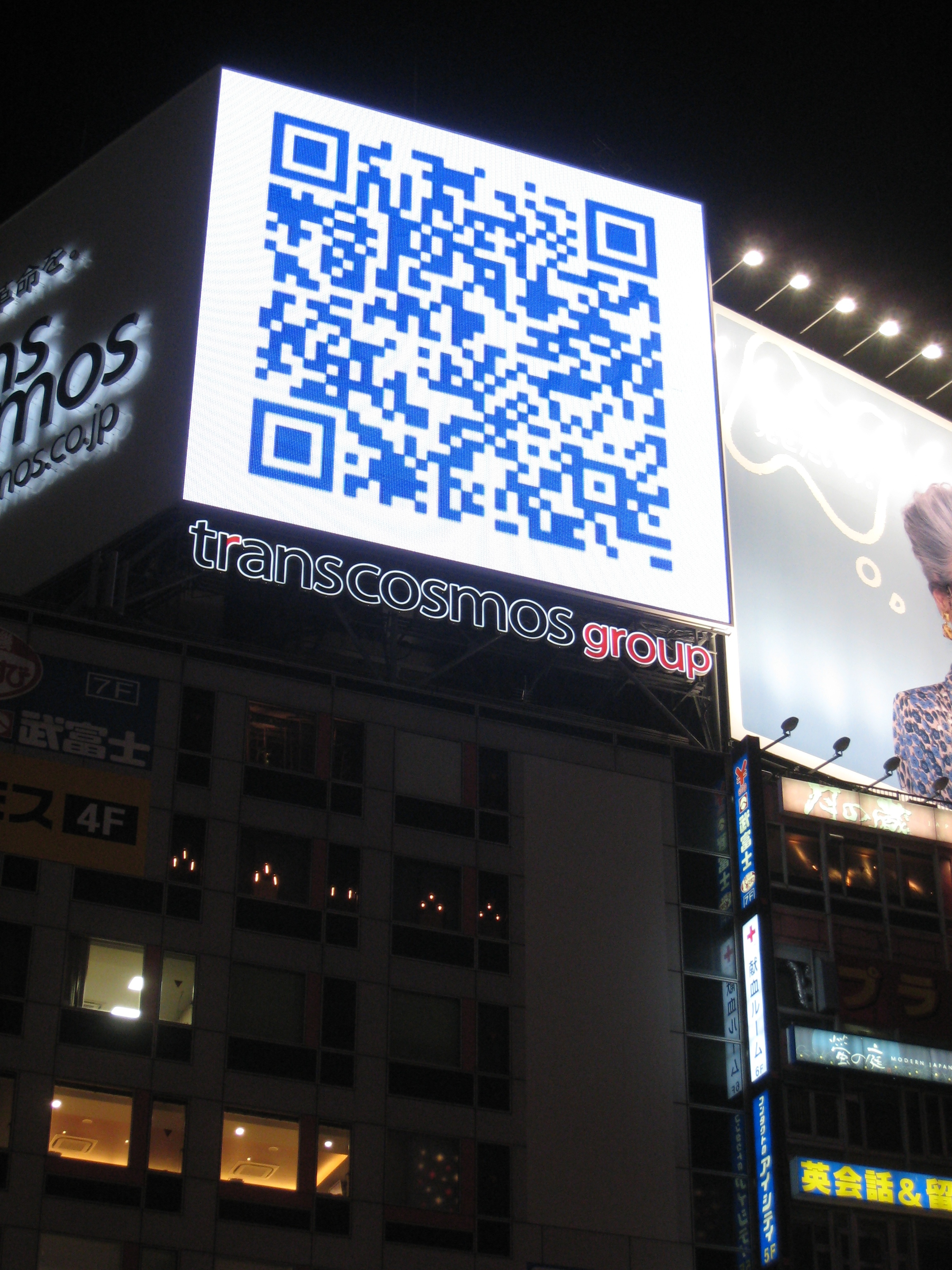
看板

自動車部品生産
開発当初は、自動車部品生産の現場で使われ、その後は様々な商品の生産・運送・保管・販売などに広く使われるようになった。
携帯電話
携帯電話で初めてQRコードに対応したのは、J-PHONE（現・ソフトバンクモバイル）のJ-SH09である。現在ではカメラ付き携帯電話端末やスマートフォンがQRコード対応になっており、内蔵カメラでコードを撮影し、QRコードの情報内容を認識させることができる。
具体的な用途としては、広告や地図などの印刷媒体やパソコン向けウェブ画面、テレビ番組（主に報道番組や情報番組）の画面に、詳細情報のあるウェブサイト（主に携帯端末向けウェブサイト）のURLを記録したQRコードを表示し、これらサイトへのアクセスを容易にすることや、個人データを格納したQRコードを名刺に印刷し、携帯電話機のアドレス帳登録を容易にすることなどである。また、ネットショッピング等の決済等でも使われ始めている。
一方、用途を悪用してフィッシング詐欺の手段として利用されることもある。
航空券
航空会社ANAとそのグループ航空会社では、2007年12月20日よりSKiPサービスと称して磁気式航空券を全廃して、日本の航空会社では初となる、情報の入力されたQRコードを用いて従来の航空券のかわりとする方式に完全に移行した。2019年現在ではApple社のスマートフォンであるiPhoneのアプリケーション、Walletで搭乗券を追加すると搭乗券として使用することが出来る。一方で、世界的には航空業界のバーコード搭乗券規格（BCBP）であるPDF417が広く使われている。
競馬
2018年現在、日本中央競馬会 (JRA) や主要の地方競馬（南関東、名古屋、兵庫など）、一部の競艇、競輪の発売所で発売される最新モデルの投票券（富士通フロンテック製および日本ベンダーネット製）はQRコードを使用したものになっている（JRAでは2001年秋から関西地区で導入）。一部地方競馬では磁気式と併用している。
従来の磁気式投票券に比べると、投票券に磁性体を使用する必要が無くなるため、紙の製造コストが削減され、紙のリサイクルも容易になっている。また発行機も印字用ヘッドで機械読取用情報を印刷でき、磁気記録用ヘッドの部品を省略できる。JRAのI-PAT方式電話投票で実際に購入した馬券の写しをプリントアウトしたものに入っているQRコードは、発売窓口で発券したものとは違い、JRAのサイトのURLが入っているだけの「飾り」である。
現在はI-PATと同一の操作でマークカード不要で馬券が買える「スマッピー投票」でもQRコードが使われている。
入場券
北海道日本ハムファイターズ、東北楽天ゴールデンイーグルス、北海道コンサドーレ札幌（札幌ドームのみ）のホームスタジアムの試合、東京ディズニーリゾートや東京国際映画祭で、QRコードを用いてチケットレスで入場できるシステムを導入している。球団の公式サイトにてインターネットで予約すれば、携帯電話にQRコードが送信される仕組みである。
乗車券など
鉄道では、沖縄都市モノレール、北九州高速鉄道、山万ユーカリが丘線が自動改札機の更新に合わせて、使用済みの物は産業廃棄物として廃棄しなければならない従来の磁気式乗車券を廃止し、普通乗車券をQRコード化した。バスでは、ジェイアールバス関東や同社と共同運行している高速バスの一部路線でQRコードによる改札を実施し、乗車券の回収を省略している。訪日者のインバウンド需要を狙うため国内のみならず海外の決済方法を利用できることがある。自動改札機、及び事業者として発行する高額なICカードと過去の利用データの維持の経費削減、磁気乗車券自体が高いため実証実験を開始している会社もある。JR東日本では現在はICカード機能しか使われていないが対応改札機がすでに設置・運用。
世界では、韓国鉄道公社、KLIAエクスプレス、台湾鉄路管理局、台湾高速鉄道、中国鉄路総公司、香港MTR（城際直通車）等で乗車券にQRコードを採用している。上記JRバス関東と同様、韓国の高速バスでも、QRコードによる改札が導入されている。
プリペイドカード
2016年6月より通用を開始した図書カードNEXTに導入された。
QRコード自体は複製が容易なので、投票券や乗車券、プリペイドカードでの利用では、QRコードを端末や販売機のみで認識できる特殊なライン上に印字している。
決済サービス
Alipay（支付宝）やWeChat Pay（微信支付）といった、QRコード決済サービスが中国市場を中心に普及している。決済手数料や導入コストが低く入金も早いことから、既存のクレジットカードや電子マネー決済が普及する以前に、中国での決済サービスのデファクトスタンダードになった。
QRコード決済には大きく以下の2つの手法に大別される。
- 静的コード - 店側が提示するQRコードを消費者がスキャンして支払う。商品数が少ない店舗や屋台などで利用されており、QRコードの中身は決済サービスのURLに任意のIDを付加したものであることが多い。2018年4月1日からは1日当たりの上限額が設定された。
- 動的コード - 消費者が提示するQRコードを店側がスキャンして支払いを受ける。

日本でも、Alipay、WeChat Payおよび銀聯QRコード決済の日本参入を始め、Origami Pay、LINE Pay、楽天ペイ、d払い、Amazon Pay、PayPayなどがあり、個人間決済（割り勘やフリーマーケットでの売買など）で利用するサービスも登場している。
人口管理
中国の新疆ウイグル自治区では、2017年から人口の統制を名目に全ての家にQRコードが設置されており、QRコードでウイグル族は管理されているとして人権NGOのヒューマン・ライツ・ウォッチなどから批判されている。
手書き解消ツール
もともと工場の生産性向上ツールとして開発されたQRコードだが、近年、手書き作業や打刻記録のパソコンへの再入力作業の解消などのための省力化ツールとして、事務分野の生産性向上にも貢献している。たとえば、ヒトに対応させたQRコードが勤怠表や受付記録に、モノに対応させたQRコードが貸出物品管理に用いられている。その背景には、リーダーで読取ったQRコードの情報と読取時刻が表計算ソフトに取込可能なこと、QRコードのバリアブル印刷がラベル作成ソフトで容易であることなど、パソコン周辺環境が近年整ってきたことがある。
自動機械の補助ツール
カメラ機能を搭載したマルチコプタードローンが規定ルートを移動して所定の発着場に着陸する際、発着場に設置されたQRコードを読み取ることで精密な着陸を可能にしている。
2023年には日本の都営地下鉄でのホームドア開閉において、従来はホームドアの無線装置と連動するように車両を改修していたが、列車搭乗口の窓に貼り付けた専用QRコード「tQR」（コードの仕様は派生規格を参照）を使用することで、ホームドアのカメラによる画像読み取りでの開閉処理の簡易化に成功し、改修費を大きく削減することに成功した。

### よく使われている形式
次のものがよく使われている。値の中でコロン、セミコロン、コンマ、バックスラッシュ、二重引用符を使用する場合は、バックスラッシュでエスケープするよう定められている。
- URL - 形式はURL。エスケープは行わない。
- ブックマークに登録 - iモード用。
MEBKM:TITLE:<サイト名>;URL:<URL>;;[31]
- 連絡先情報
  - vCard
  - MECARD形式（iモード用） - カンマで区切ってある項目は、カンマで区切らずひとまとめに記述してもよい[32]。
MECARD:N:<姓>,<名>;SOUND:<姓カナ>,<名カナ>;NICKNAME:<ニックネーム>;TEL:<電話番号1>;TEL:<電話番号2>;TEL-AV:<テレビ電話(FOMA)の電話番号>;EMAIL:<メールアドレス1>;EMAIL:<メールアドレス2>;URL:<URL>;ADR:<私書箱>,<部屋番号>,<番地>,<市町村>,<都道府県>,<郵便番号>,<国名>;BDAY:<誕生日 西暦で8桁>;NOTE:<メモ>;;
  - MEMORY形式（au[33]・ソフトバンク用）　- 電話番号では、* # - P（ポーズ機能）も使用できる。
MEMORY:<メモ><CR/LF>NAME1:<名前><CR/LF>NAME2:<名前カナ><CR/LF>MAIL1:<メールアドレス1><CR/LF>MAIL2:<メールアドレス2><CR/LF>MAIL3:<メールアドレス3><CR/LF>TEL1:<電話番号1><CR/LF>TEL2:<電話番号2><CR/LF>TEL3:<電話番号3><CR/LF>ADD:<住所><CR/LF>
- カレンダーイベント
  - iCalendar
- SMS
SMSTO:<電話番号>:<本文>
- メール
<メールアドレス>
MAILTO:<メールアドレス>
SMTP:<メールアドレス>:<タイトル>:<本文>
  - MATMSG形式（iモード用）[34]
MATMSG:TO:<メールアドレス>;SUB:<タイトル>;BODY:<本文>;
  - au・ボーダフォン（現ソフトバンク）用[35][36]。
MAILTO:<メールアドレス><CR/LF>SUBJECT:<本文><CR/LF>TITLE:<タイトル><CR/LF>
- 電話番号[37]
TEL:<電話番号>
- 座標 - 南緯・東経を指定する場合はマイナス値にする。
geo:<緯度>,<経度>,<標高>
- Wi-Fi接続設定
WIFI:S:<SSID>;T:<WEP|WPA|無記入>;P:<パスワード>;H:<true|false|無記入>;

## QRコードの用語
最新（2004年11月20日改定）のJIS規格書 (JIS X 0510) の「適合条件」の中では、新規用途またはオープンシステム用途にあってはQRコードシンボルのモデル1は推奨されないシンボル形式となっている。よってここではQRコードシンボルのモデル2について記述する。
モジュール (Module)
QRコードのシンボルを構成する最小の単位セル。モジュールの大きさは型番により決定され、データの1ビットが1モジュールに相当する。
型番 (Version)
1から40の番号で表されるシンボルの大きさ。最小は「型番1」の21×21モジュールで、最大は「型番40」の177×177モジュール。

Version 1 (21×21)
Version 4 (33×33)
Version 10 (57×57)
Version 40 (177×177)

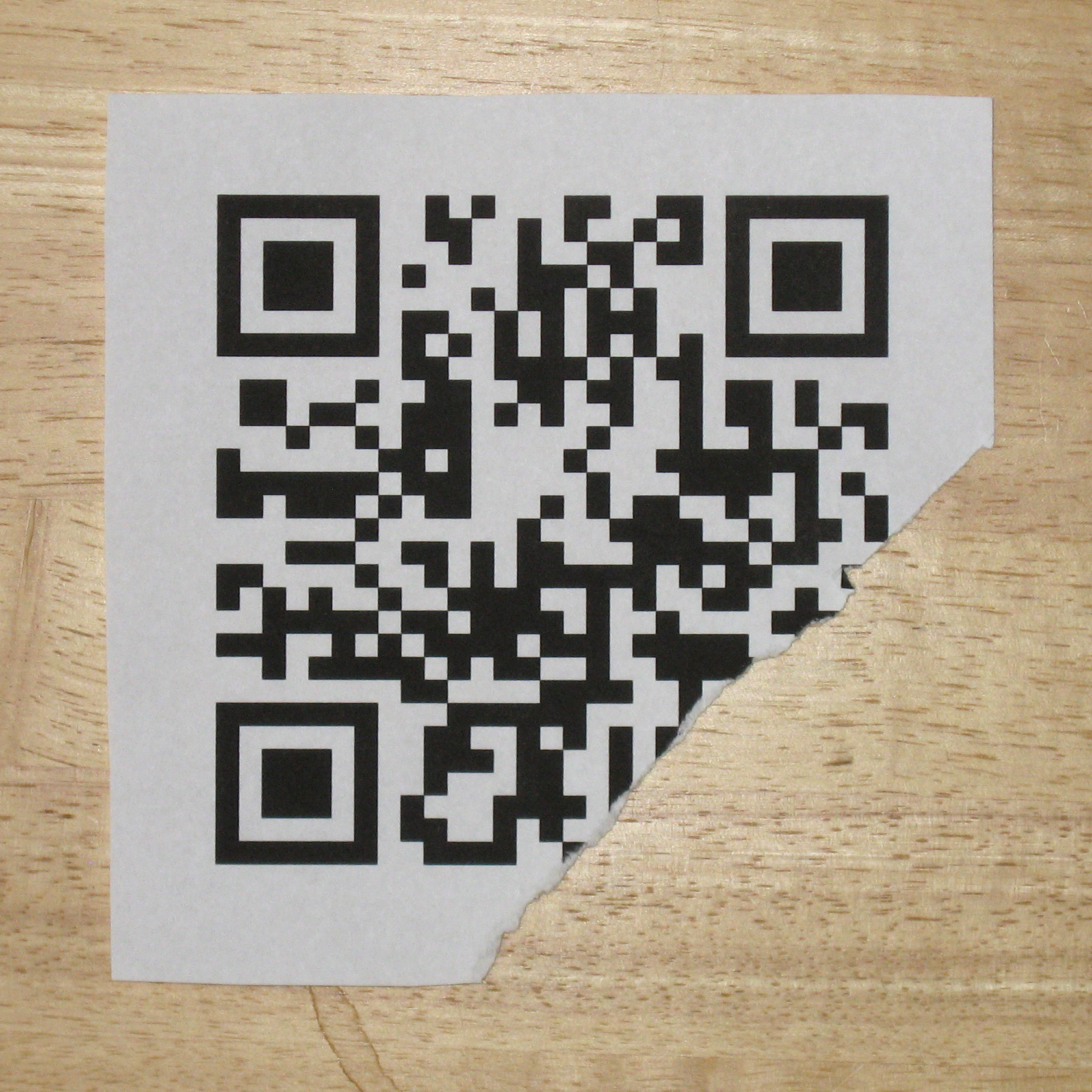
このように一部が欠損した状態でも、と読み取ることができる。

誤り訂正レベル (Error Correction Level)
QRコードに汚れなどがあっても正確に読み取れるように、読み取り不能や読み取り間違いのモジュールを修正するために付けられる誤り訂正語のデータ語に対する割合。下記の5レベルがある。
- レベルL - コード語の約7%が復元可能
- レベルM - コード語の約15%が復元可能
- レベルQ - コード語の約25%が復元可能
- レベルH - コード語の約30%が復元可能
- レベルS - コード語の約50%が復元可能

モード (Mode)
QRコードの中に定義される文字列の表示方法を表す。一般的にはよく使われるモードは、数字データモード、英数字データモード、8ビットバイトデータモード、漢字データモードの4つと、その4つを組み合わせた混合モードである。
モード指示子 (Mode Indicator)
次のデータ文字列がどのモードで符引化されるかを示す4ビットの識別子
文字数指示子 (Character Count Indicator)
モードの中でデータ文字列の長さを定義するビット列
マスクパターン参照子 (Mask Pattern Reference)
シンボルに適用されるマスク処理パターンのために使用するビットの識別子。
マスク処理 (Masking)
QRコードを読み取り易くするために行う処理。マスク処理パターンは8種類用意されており、その中で最も、明モジュールと暗のモジュール数を均一化し、画像の高速処理の障害となるパターンの発生が抑えられるマスクを採用する。マスク処理は、符号化領域のビットパターンとマスク処理パターンをXOR（排他的論理和）する。
コード語 (Code Word)
実際QRコードで読み取りたいデータが書き込まれたデータ。
誤り訂正語 (Error Correction Word)
QRコードに汚れなどがあってもデータ語を正確に読み取れるように、読み取り不能や読み取り間違いのモジュールを修正するために余分に付けられるビット。誤り訂正語はデータ語から計算して作成される。
埋め草コード語 (Pad Code Word)
空のコード語位置を埋める目的で使用するデータを示さない仮のコード語。コード語の数がシンボルの容量に満たない場合に使用される。
埋め草ビット (Padding Bit)
データビット列の終端パターンの後にある最終コード語の空の位置を埋める目的で使用するデータではないゼロのビット。
残余ビット (Remainder Bit)
符号化領域が8ビットのシンボル文字で割り切れない場合に、最終シンボル文字の後にあるシンボル符号化領域の空の位置を埋める目的で使用されるデータではないゼロのビット。
残余コード語 (Remainder Code Word)
データおよび誤り訂正コード語の総数が、シンボルの容量を満たさない場合に、シンボルを完成させるために空のコード語位置を埋めるために使用する埋め草コード語。
終端パターン (Terminator)
データの終りを表すビット列。データの最後に使用し、0000のビット列になる。

## 派生規格

### マイクロQRコード

マイクロQRコード（内容はExample）

マイクロQRコードは、11×11セル - 17×17セルの、QRコードの小型版である。切り出しシンボルは1つしかない。データ量は数字の場合5 - 35桁と、従来のバーコードと同程度だが、同じ桁数で比べて10 - 100分の1の面積に印字できる。
マイクロQRコードは、2004年11月、JIS X 0510として規格化された。

### iQRコード

iQRコード

iQRコードは、デンソーが開発したQRコードの新規格である。内容はQRコードと変わらないが、形を横方向に伸縮させて長方形にすることができるようになったことで、より多くの情報を入れられるようになっている。
サイズ量
iQRコードは、従来のQRコードや他社の物より読み取り部分を小さくすることができる。これにより、サイズ量を従来のQRコードから約60%小さくすることに成功した。
また、従来のQRコードの最小セル構成は11*11セルだが、iQRコードは9*9セルと、最小セル構成の面でもQRコードよりサイズが小さくなっている。
情報量
長方形で作ることができる他、情報量が増え、それに伴ってセル数も増えている。従来のQRコードでは、数字モードと仮定すると、最大サイズのもの（177×177セル）でも、約7,000文字の情報しか記録できなかったが、iQRコード（422×422セル）では、約40,000文字まで記録できる。また、従来のQRコードと同じサイズであれば、多くの情報を格納することができ、同じ情報量であれば、サイズを縮小することができる。既存の1次元バーコードと差し替えたり、印字が難しいとされていた円筒形のものへの印字も簡単になった。
誤り訂正
QRコードではL (7%), M (15%), Q (25%), H (30%) の4段階だった誤り訂正レベルに、新たにレベルS (50%) が追加されて、最大50%まで復元が可能になっている。

### rMQRコード

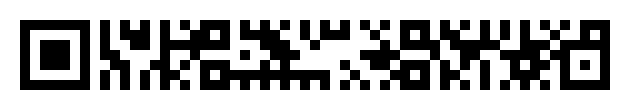
rMQRコード（内容はrMQR Code）。

rMQRコード（長方形マイクロQRコード、英語: Rectangular Micro QR Code）は、細長く狭い場所に印字することを目的とした規格。2022年にISO/IEC 23941で規格化されている。
コードの大きさ
32パターン　最小：7×43セル（縦が最小の場合）・11×27セル（横が最小の場合）、最大：17×139セル
情報量
最小：数字5文字、英数字3文字、バイナリ2文字、漢字1文字　最大：数字361文字、英数字219文字、バイナリ150文字、漢字92文字
誤り訂正
M (15%), H (30%) の2種類。

### フレームQR
フレームQRは、QRコードの中心部にデータが記録されていないキャンバス領域を設け、そこに絵や文字などを乗せたQRコード。単にQRコードに絵を乗せ、誤り訂正に期待して本来のデータを読み取らせるといったものではない。
バンダイナムコエンターテインメントが特許を、デンソーウェーブが商標を所有している。

### tQR
tQRは、車両によりホームドアの開閉位置が異なることを判別することを目的とした、鉄道専用のQRコード。tQRのtは、toughnessの略である。外枠がついており、最大50%の欠損に対応しているのが大きな特徴。デンソーウェーブと東京都交通局が共同開発した。車両の扉の外側に貼り付けられたtQRには編成番号・号車番号が記録されている。プラットホームに設置した専用の読み取り装置ではtQRの位置検出を行っており、これによりドアの開閉や車両の移動を検出することができる。安易に読み取れるとイタズラに悪用されかねないため、スマートフォンなどのカメラでは読み取れないよう従来のQRコードとの互換性はない。